# Каргова (гмина)
Каргова (пол. Kargowa) — гмина (волость) в Польше, входит как административная единица в Зелёногурский повет, Любушское воеводство. Население — 5782 человека (на 2004 год).

## Сельские округа
1. Хвалим
2. Домбрувка
3. Каршин
4. Новы-Яромеж
5. Обра-Дольна
6. Смольно-Мале
7. Смольно-Вельке
8. Стары-Яромеж
9. Войново
10. Калиска
11. Пшешкода
12. Шарки

## Соседние гмины
1. Гмина Бабимост
2. Гмина Боядла
3. Гмина Кольско
4. Гмина Седлец
5. Гмина Сулехув
6. Гмина Тшебехув
7. Гмина Вольштын